# Emphreus tuberculosus
Emphreus tuberculosus là một loài bọ cánh cứng trong họ Cerambycidae.